# هیلدینگ اکمن
هیلدینگ اکمن (انگلیسی: Hilding Ekman؛ ۱۰ ژانویه ۱۸۹۳ – ۷ مارس ۱۹۶۶ (aged 73)) ورزشکار دو و میدانی اهل سوئد بود.
وی در مسابقات کشوری و بین‌المللی در مجموع برندهٔ ۱ مدال برنز شده‌است.